# Powstańcze Bataliony Obrony Narodowej w okręgu przemysłowym
Powstańcze Bataliony Obrony Narodowej w okręgu przemysłowym (samoobrona powstańcza na Śląsku w 1939) – pomocnicze jednostki wojska polskiego tworzone na Śląsku latem 1939. Oddziały te tworzone były głównie z ochotników, którzy wcześniej walczyli w powstaniach śląskich. Zadaniem samoobrony powstańczej było odpieranie ataków hitlerowskich band dywersyjnych na terenach przygranicznych. W wypadku wojny Powstańcze Bataliony Obrony Narodowej miały współdziałać z wojskiem przy zwalczaniu dywersji na tyłach, a w razie konieczności także miały brać udział w bezpośredniej akcji bojowej. W okręgu przemysłowym utworzono 5 batalionów samoobrony.

## Geneza
Latem 1939 w rejonie Śląska rozpoczęły działalność bandy dywersyjne Freikorps Ebbinghaus. Grupy Freikorps prowadziły bandycką działalność w rejonach przygranicznych. Dobrze uzbrojone oddziały niemieckie ostrzeliwały i obrzucały granatami posterunki straży granicznej i urzędów celnych. Napadano i podpalano gospodarstwa patriotów polskich. Przeprowadzali też i inne działania dywersyjne, sabotażowe i szpiegowskie. Polska straż graniczna i policja państwowa nie radziła sobie z tymi atakami i potrzebowała wsparcia. W wyniku tej działalności dywersyjnej Ślązacy przystąpili do samorzutnego tworzenia ochotniczych oddziałów samoobrony. W drugiej połowie lipca naczelne władze wojskowe za pośrednictwem generała Jana Jagmina-Sadowskiego zwróciły się do kierownictwa Związku Powstańców Śląskich z propozycją włączenia tej organizacji drogą ochotniczego zaciągu w specjalne formacje Powstańczej Obrony Narodowej. Początkowo planowano utworzyć 4 bataliony w powiecie katowickim i 4 bataliony w powiecie świętochłowickim. Ostatecznie jednak na tym terenie utworzono 5 batalionów. Zakres ich działania obejmował następujące miejscowości i dzielnice: Kończyce, Pawłów, Bielszowice, Ruda, Nowy Bytom, Orzegów, Godula, Chropaczów, Lipiny, Łagiewniki, Chorzów, Michałkowice, Brzeziny, Dąbrówka, Szarlej, Piekary, Radzionków.

## Organizacja i obsada personalna
Całością powstańczego zgrupowania w okręgu przemysłowym dowodził Michał Pąszkowski.
Poszczególnym batalionom przydzielono następujące rejony działania:
I Batalion piekarski (odcinek Brzeziny – Dąbrówka Wielka – Szarej – Piekary Śląskie)
- Dowódca batalionu –  por. Jan Baron
- Kompania z Brzezin śląskich w sile 80 ludzi dowódca Emanuel Nowak
- Kompania z Dąbrówki Wielkiej w sile 68 ochotników pod dowództwem Wincentego Szołtyska
- Kompania z Piekar- Szarleja liczyła przeszło 200 ludzi, kompanią dowodził Jan Baron, który jednocześnie dowodził całym batalionem samoobrony powstańczej
- Kompania z Brzozowic Kamienia dowódca Leon Siwy

Batalion piekarski liczył przeszło 400 ludzi, ale był kiepsko uzbrojony. Posiadał tylko 1 lekki karabin maszynowy, 206 karabinów ręcznych i 71 pistoletów. Posiadano przy tym niewielkie ilości amunicji i granatów ręcznych.
II Batalion rudzki (odcinek Kończyce – Pawłów – Ruda – Orzegów)
- Dowódca batalionu – ppor. Wincenty Brachmański

III Batalion świętochłowicki (odcinek Świętochłowice – Nowy Bytom – Huta Zgoda – Chorzów Batory)
- Dowódca batalionu ppor. Feliks Sieroński

IV-V połączony Batalion chorzowski (odcinek Biały Szarlej – Maciejkowice – Chorzów – Łagiewniki)
- Dowódca batalionu ppor. Alojzy Starzyński
- Szef komendy powiatowej – Stefan Króliczek
- Adiutant baonu – Wilhelm Rupik
- Oficer gospodarczy – Rajnhold Wczasek
- Dowódca 1 kompanii – Szymon Bożek
- Dowódca 2 kompanii – Alojzy Stanik
- Dowódca 3 kompanii – Edmund Mańka
- Dowódca 4 kompanii – Edmund Ledwoń
- Dowódca 5 kompanii – Piotr Borek  (zginął w 1939)
- Dowódca 6 kompanii (wartowniczej)– Leon Hadrian (zginął w 1939)

Oddziały składały się z powstańców śląskich, młodzieży powstańczej, członków Sokoła, Związku Rezerwistów.

## Działania bojowe
Doszło tutaj do co najmniej kilkunastu starć z Freikorps Ebbinghaus. Ze względu na to, że na tym terenie wybudowane były umocnienia Obszaru Warownego Śląsk obsadzone przez oddziały forteczne, to czasami dochodziło do wspólnych akcji powstańców i wojska przeciwko niemieckim dywersantom.
Na skutek ogólnej sytuacji na froncie wojsko polskie z nocy z 2 na 3 września rozpoczęło wycofywanie się z Górnego Śląska. Część powstańców wycofywała się z wojskiem i dalej ich szlak bojowy pokrywał się ze szlakiem bojowym 23 dywizji piechoty. Część pozostała na miejscu i walczyła jeszcze w obronie Katowic. Reszta rozeszła się do domu.